# الدبلوماسية العامة
تعرّف العلاقات الدولية أو الدبلوماسية العامة أو الدبلوماسية الشعبية بشكل عام على أنها  أي جهود مختلفة ترعاها الحكومة حيث تهدف إلى التواصل مباشرةً مع الجماهير الأجنبية، لإقامة حوار مخطط لتوعية والتأثير على الجمهور الأجنبي حيث يدعم أو يتسامح هذا الجمهور مع الأهداف الإستراتيجية للحكومة.
تغيرت ممارسة الدبلوماسية العامة مع تغير النظام الدولي خلال القرن العشرين، حيث يستخدم ممارسوها مجموعة متنوعة من الأدوات والأساليب التي تتراوح من الإتصال الشخصي والمقابلات الإعلامية إلى الإنترنت والتبادل الثقافي.

## لمحة عامة
كتب نيكولاس كول من مركز جامعة جنوب كاليفورنيا للدبلوماسية العامة في مقالته عن تطور مصطلح "الدبلوماسية العامة" قبل جاليون: وضح أن أول من استخدم مصطلح" الدبلوماسية العامة" لم يكن أمريكيًا على الإطلاق؛ بل بريطاني. حيث ورد ذكر المصطلح في مقاله في صحيفة التايمز اللندنية في يناير عام 1856. استخدمت كمرادف للكياسة فقط في مقطع من مقال يُنتقد فيه موقف الرئيس فرانكلين بيرس، أما أول من استخدم المصطلح في معانيه الحديثة كول أن إدموند جوليون -عميد كلية فليتشر للقانون والدبلوماسية في جامعة تافتس وضابط الخدمة الخارجية المتقاعد المتميز-. وفي عام 1965، أسس غليون مركز إدوارد آر مورو للدبلوماسية العامة، وكتب كول" كتيب مركز مرو المبكر حيث يقدم فيه ملخصًا مناسبًا لمفهوم غليون: 
 الدبلوماسية العامة... تتعامل مع تأثير المواقف العامة على تشكيل وتنفيذ السياسات الخارجية، وتشمل كذلك أبعاد العلاقات الدولية التي تقع فيما وراء الدبلوماسية التقليدية، كقيام الحكومات بغرس الرأي العام في الدول الأخرى والتفاعل بين الجماعات الخاصة ومصالحها في دولة ما مع دولة أخرى، والإبلاغ عن الشؤون الخارجية وتأثيرها على السياسة العامة، وأيضًا عمليات التواصل مع الذين يشكل الإتصال وظيفتهم الأساسية كالدبلوماسيين والمراسلين الأجانب والعاملين في مجال التواصل والتبادل الثقافي. 
 ومع مرور الوقت، تطورت المفاهيم والتعاريف مع مختلف الممارسين: 
 عُرفت على أنهُ يتعين على الدبلوماسية العامة للولايات المتحدة أن تقوم بدور مهم في البيئة الدولية الحالية، فيكون أقل إستراتيجيًا وأكثر نشاطًا مما كانت عليه خلال الحرب الباردة. ويعد دعم السياسة الوطنية في حالات الطوارئ العسكرية هو أحد هذه الأدوار، وربما أكثرها أهمية. 

  -كارنيس لورد -نائب المدير السابق لوكالة الاستخبارات الأمريكية، وأستاذ علم الحكم والحضارة- ، (أكتوبر1998). 
و تعرّف الدبلوماسية العامة - التواصل الفعال مع الجماهير في جميع أنحاء العالم - لفهم الرؤية والأفكار الأمريكية ومحاكاتها؛ وتاريخيًا تعد واحدة من أكثر أسلحة أمريكا انتشارًا وإقناعًا وسياسةً فعالة.

-شوكير، جيل -المدير الأقدم السابق للشؤون العامة بمجلس الأمن القومي- (يوليو 2004)
 ويهيمن تيار الدبلوماسية العامة للقرن الواحد والعشرين بالتعولم والاجتياح العسكري الوقائي وتكنولوجيا المعلومات والاتصالات التي تقلص الوقت والمسافة وزيادة ظهور أطراف عالمية من غير الدول (الشبكات الإرهابية والمدونيين) التي تتحدى الدول بأن تقودها السياسة وتحليل الخطاب.

-نانسي سنو، دليل روتليدج للبلوماسية العامة (2009) </br> 
 ويمكن تعريف الدبلوماسية العامة بشكل مبسط كأسلوب تستخدمه الحكومات في العلاقات الدولية  من خلال التواصل  مع وسائل الاعلام العام وأيضًا من خلال الاتفاق مع الكيانات غيرالحكومية (الشركاء السياسين، والتعاونات والجمعيات التجارية واتحاد المال والنقابات العمالية والمؤسسات التعليمية والمنظمات الدينية والمجموعات الأخلاقية، وكذلك تشمل الأفراد المؤثرين) لغرض التأثير على سياسات وأفعال الحكومات الأخرى.
-آلن ك.هنريكزون، أستاذ مشارك في الدبلوماسية التاريخية، أبريل 2005

 تمثل الدبلوماسية العامة عادةً أعمال حكومية للتأثيرالعام في الخارج ضمن عملية سياسية أجنبية توسعت اليوم- من خلال التخطيط والمصادفة-  حيث تتجاوز الحكومات النطاق لتشمل وسائل الإعلام والشراكات المتعددة للجنسيات، والمنظمات غير الحكومية والمؤسسات الدينية بصفتهم مشاركين نشطين في هذا المجال.  
 -كوركر سنو، -القائم بأعمال المدير إدوارد مورو سنتر- (مايو 2005).
     

 تشير الدبلوماسية العامة لرعاية الحكومة للبرامج التي تميل لتوعية أو التأثير على الرأي العام في الدول الأخرى؛ ومن أدواتها الرئيسية: المنشورات والصور المتحركة والتبادل الثقافي والراديو والتلفاز ".  (الولايات المتحدة، قاموس مصطلحات العلاقات الدولية، 1987 ص 85). 
 تعد وكالة الولايات المتحدة للإعلام الوكالة الحكومية الرسمية المسؤولة عن الدبلوماسية العامة حتى دُمجت مع وزارة الخارجية في عام 1999، وتعرّف على أنها: تسعى الدبلوماسية العامة لترويج المصالح الوطنية والأمن الوطني للولايات المتحدة الأمريكية من خلال توعية الجماهير الأجنبية والتأثير عليها، وكذلك توسيع محاور الحوار بين المواطنيين الأمريكيين والمؤسسات ونظائرها في الخارج.

 وعُرفت الدبلوماسية العامة بعد قيام مجموعة التخطيط بدمج وكالة الولايات المتحدة للإعلام في وزارة الخارجية (20 يونيو 1997) على أنها  تسعى الدبلوماسية العامة لتعزيز المصلحة الوطنية للولايات المتحدة من خلال توعية الجمهور الأجنبي، وإفهامه والتأثير عليه.

 وعرّف هانس توتش (1990) -مؤلف كتاب التواصل مع العالم- الدبلوماسية العامة على أنها: "جهود الحكومة الرسمية لتشكيل بيئة الاتصالات في الخارج حيث تنفذ فيها السياسة الخارجية الأمريكية؛ لتقليل المستوى الذي يؤدي للمفاهيم والإدراكات الخاطئة ويسبب تصعيد العلاقات بين الولايات المتحدة ودول أخرى. (توتش، هانس (1990). مؤلف كتاب التواصل مع العالم. نيويورك: مطبعة سانت مارتن) 
 يمكن وصف الدبلوماسية الإعتيادية-دبلوماسية النخبة التي نعرفها جميعًا- بأنها الطرق التي يتواصل بها قادة الحكومات مع بعضهم البعض على أعلى مستوى. ونقيض ذلك الدبلوماسية العامة فهي تركز على الطرق التي تتواصل بها الدولة (أو منظمة متعددة الأطراف مثل الأمم المتحدة) مع المواطنين في المجتمعات الأخرى. وقد تتصرف الدولة عن قصدٍ أو عن غير قصد من خلال الأفراد والمؤسسات الحكومية والخاصة. وتبدأ الدبلوماسية العامة الفعالة من الأساس وهو الحوار بدلاً من عرض المبيعات، غالبًا ما يكون هذا الحوار متمحور حول تحقيق أهداف السياسة الخارجية؛ يجب النظر إلى الدبلوماسية العامة على أنها طريق ذو اتجاهين. وكذلك، غالبًا ما تقدم أنشطة الدبلوماسية العامة العديد من وجهات النظر المختلفة التي يمثلها الأفراد والمنظمات الأمريكية الخاصة بالإضافة إلى وجهات النظر الرسمية للحكومة الأمريكية.
تعمل الدبلوماسية التقليدية بشكل نشط على إشراك حكومة ما مع حكومة أخرى.ففي الدبلوماسية التقليدية، يمثل مسؤولو السفارة الأمريكية
الحكومة الأمريكية في البلد المضيف في المقام الأول من خلال الحفاظ على العلاقات وإجراء أعمال رسمية بين حكومة الولايات المتحدة مع مسؤولي الحكومة المضيفة، في حين أن الدبلوماسية العامة تشترك في المقام الأول في العديد من العناصر غير الحكومية المتنوعة في المجتمع.
يرى دعاة الدبلوماسية العامة أن الأفلام، والتلفزيون، والموسيقى، والرياضة، وألعاب الفيديو، والأنشطة الاجتماعية،  والثقافية الأخرى، أن لها أهمية فائقة لفئات متنوعة من المواطنين لفهم بعضهم البعض، وكذلك جزءًا لا يتجزأ من التفاهم الثقافي الدولي. حيث يؤكد أنه الهدف الرئيسي للإستراتيجية الدبلوماسية العامة الحديثة. ولا يقتصر الأمر على تشكيل الرسالة (الرسائل) التي يرغب بلد ما في تقديمها في الخارج فحسب، بل يشمل أيضًا تحليل وفهم الطرق التي يتم من خلالها تفسير الرسالة من قبل مجتمعات متنوعة وتطوير أدوات الاستماع والمحادثة وكذلك أساليب الإقناع.
و تعد واحدة من أنجح المبادرات التي تجسد مبادئ الدبلوماسية العامة الفعالة هي إنشاء معاهدة دولية في الخمسينات من القرن الماضي للجماعة الأوربية للفحم والصلب التي أصبحت فيما بعد الاتحاد الأوروبي. كان هدفها الأصلي بعد الحرب العالمية الثانية هو ربط اقتصادات أوروبا بعضها ببعض لدرجة أن الحرب ستكون مستحيلة، حيث يرى مؤيدوا التكامل الأوروبي أنه حقق هذا الهدف وفوائد إضافية لتحفيز المزيد من التفاهم الدولي، حيث قامت الدول الأوروبية بمزيد من الأعمال معًا وازدادت العلاقات بين مواطني الدول الأعضاء. وإن معارضي الإندماج الأوروبي مرتابين لفقد الوطنية وزيادة مركزية السلطة.
لقد كانت الدبلوماسية العامة عُنصرًا أساسيًا في السياسة الخارجية الأمريكية لعقود، حيث كانت أداة مهمة في التأثير على الرأي العام خلال الحرب الباردة مع الاتحاد السوفياتي السابق. منذ هجمات 11 سبتمبر 2001، عاد هذا المصطلح إلى رواج حيث تعمل حكومة الولايات المتحدة على تحسين سمعتها في الخارج ولا سيما في الشرق الأوسط وبين أولئك في العالم الإسلامي. وقامت العديد من اللجان بما في ذلك تلك التي يرعاها مجلس العلاقات الخارجية  بتقييم الجهود الأمريكية في الدبلوماسية العامة منذ 11 سبتمبر، وكُتبت تقارير توصي بأن تتخذ الولايات المتحدة إجراءات مختلفة لتحسين فعالية دبلوماسيتها العامة.
أُنشئت اللجنة الإستشارية الأمريكية للدبلوماسية العامة في أواخر الأربعينيات لتقييم جهود الدبلوماسية العامة الأمريكية، وكُونت اللجنة من سبعة أعضاء من الحزبين يرشح الرئيس أعضاءه ويصدق عليهم مجلس الشيوخ في الولايات المتحدة.
حيث شغل فليهلم هيبل منصب رئيس مجلس الإدارة، وأما الأعضاء الآخرون هم السفراء السابقين: ليندون أولسون وبيني بيرسي كورث بيكوك، وكذلك جاي سنايدر وجون إي أوزبورن وليزلي ويستين.
يتوسع هذا المفهوم التقليدي مع فكرة تبني تُسمى بـ«الشؤون الخارجية التي تركز على السكان» والتي يفترض أن يكون السكان الأجانب عُنصرًا أساسيًا في السياسة الخارجية. وبما أن الشعب له أهمية عالمية في العالم وليست الدول فقط، حيث تواجه التكنولوجيا والهجرة الجميع بشكل متزايد، فقد فتحت بابا جديدًا للسياسة.

## الأساليب
هناك العديد من الأساليب والأدوات المستخدمة في الدبلوماسية العامة، حيث يقسم نيكولاس جاي كول الممارسة للدبلوماسية العامة إلى خمسة عناصر: الإستماع، والدعوة، والدبلوماسية الثقافية، والتبادل الدبلوماسي، والبث الإذاعي الدولي .
و ما يزال البث الإذاعي الدولي عنصرًا رئيسيًا في الدبلوماسية العامة في القرن الحادي والعشرين، ومع إتاحة الفرص التقليدية للدول الأضعف لتحدي ما تقدمه الدول الأقوى من الهيمنة واحتكار المعلومات.
و يعد من الأساليب أيضًا الإتصال الشخصي والإذاعات مثل صوت أمريكا، وراديو أوروبا الحرة، وراديو ليبرتي، وكذلك برامج التبادل مثل برنامج فولبرايت وبرنامج الزائر الدولي والفنون والعروض الأمريكية في الدول الأجنبية وأيضًا استخدام الإنترنت حيث تعد جميعها أدوات مستخدمة لممارسة الدبلوماسية العامة، اعتمادًا على الجمهور الذي سيتم التواصل معه والرسالة التي سيتم نقلها.

## لقـــراءة المزيـــد
- جاستن هارت، إمبراطورية الأفكار: أصول الدبلوماسية العامة وتحول السياسة الخارجية للولايات المتحدة . نيويورك: مطبعة جامعة أكسفورد، 2013.
- فيليب إم تيلور، «الدبلوماسية العامة والاتصالات الاستراتيجية» في نانسي سنو وفيليب إم تيلور (محرران.)، دليل روتليدج للدبلوماسية العامة. روتليدج، 2009.
- نانسي سنو، «إعادة التفكير في الدبلوماسية العامة» في نانسي سنو وفيليب م. تايلور (محرران.)، دليل روتليدج للدبلوماسية العامة، روتليدج ، 2009.
- نيستيروفيتش، فولوديمير (2015). «البث الأجنبي للولايات المتحدة في نظام الدبلوماسية العامة الأمريكية» . فيشي . 7-8 : 32-36.
- ب. Xharra و M. Wählisch ، ما وراء التحويلات: الدبلوماسية العامة وشتات كوسوفو ، نادي السياسة الخارجية، بريشتينا (2012). نبذة مختصرة.

## الوصلات الخارجية
- دبلوم عام في جامعة سيراكيوز
- نانسي سنو وفيليب إم تيلور، دليل روتليدج حول الدبلوماسية العامة
- كيف يرى العالم أمريكا - عمار بكشي على الواشنطن بوست / نيوزويك حول الدبلوماسية العامة
- مثال على المصطلح الذي يستخدمه الرئيس جورج دبليو بوش فيما يتعلق بالشرق الأوسط - 19 يناير 2005 العمر
- ويكيميديا للدبلوماسية العامة يحتفظ به مركز USC للدبلوماسية العامة
- الدبلوماسية العامة (USIAAA)
- مجلة مكان العلامات التجارية والدبلوماسية العامة
- مركز إدوارد ر.مورو للدبلوماسية العامة في مدرسة فليتشر
- شبكة أبحاث الدبلوماسية العامة
- مجموعة مقالات وزارة الخارجية والكومنولث البريطانية عن الدبلوماسية العامة
- مدونة الدبلوماسية العامة - الهند وجنوب شرق آسيا